# Kathleen Lakes (Rackla River)
Die Kathleen Lakes sind eine Seengruppe 107 km nordöstlich der Gemeinde Mayo im kanadischen Territorium Yukon. Die Seengruppe bildet eine von Osten nach Westen verlaufende Kette aus sechs kleineren Seen. Die beiden Hauptseen liegen im Osten. Die Seengruppe liegt im Stammesgebiet der First Nation of Nacho Nyak Dun.

## Lage
Die Seen liegen in den Wernecke Mountains auf einer Höhe von etwa 723 m. Die Seen werden nach Osten zum Rackla River hin entwässert. Dessen Wasser fließt über Beaver River und Stewart River dem Yukon River zu. Der westliche Hauptsee misst 2,62 km², der östliche Hauptsee 1,43 km². Die gesamte Wasserfläche der Kathleen Lakes liegt bei ungefähr 5,44 km². Am Nordufer des westlichen Hauptsees befindet sich eine Outfitter-Lodge. Die abgelegenen Seen sind ohne Straßenzugang und werden mittels Wasserflugzeug erreicht.

## Seefauna
Die Fischpopulation des Amerikanischen Seesaiblings ist relativ klein. Die Heringsmaräne ist nicht in der Seengruppe vertreten.